# Kōdai Watanabe
Kōdai Watanabe (jap. 渡部耕大 Watanabe Kōdai; ur. 14 stycznia 1989 r.) – japoński snowboardzista.
Nie startował na igrzyskach olimpijskich. Na mistrzostwach świata najlepszy wynik uzyskał na mistrzostwach w Kangwŏn., gdzie zajął 14. miejsce w halfpipe’ie. Najlepsze wyniki w Pucharze Świata osiągnął w sezonie 2006/2007, kiedy zajął 16. miejsce w klasyfikacji generalnej, a w klasyfikacji halfpipe’a był drugi.

## Sukcesy

### Mistrzostwa Świata
| Miejsce | Dzień       | Rok  | Miejscowość | Konkurencja | Zwycięzca |
| ------- | ----------- | ---- | ----------- | ----------- | --------- |
| 14.     | 23 stycznia | 2009 | Kangwŏn     | Halfpipe    | Ryō Aono  |

### Puchar Świata

#### Miejsca w klasyfikacji generalnej
- 2003/2004 - -
- 2004/2005 - -
- 2005/2006 - 160.
- 2007/2008 - 133.
- 2008/2009 - 42.
- 2009/2010 - 337.

#### Miejsca na podium
1. Saas-Fee – 31 października 2008 (Halfpipe) - 2. miejsce